# Amabela
Amabela là một chi bướm đêm thuộc họ Noctuidae.